# Transformers: el lado oscuro de la luna
Transformers: el lado oscuro de la luna (título original en inglés: Transformers: Dark of the Moon), o simplemente Transformers 3, es una película de acción y ciencia ficción estadounidense de 2011 dirigida por Michael Bay, con Steven Spielberg como productor ejecutivo. Es la secuela de Transformers: la venganza de los caídos, de 2009, transcurriendo tres años después de su predecesora y siendo la tercera entrega de la serie de acción en vivo de Transformers. 
La película también es la primera en la franquicia sin la participación de DreamWorks, dejando la serie para que sea producida solamente por Paramount Pictures. Esta fue la última película en la serie en ser propiedad de Takara Tomy, ya que Hasbro asumió la propiedad de las películas de Transformers en Japón. Esta también fue la última película en la serie en involucrar a los personajes humanos originales y la última en la serie en ser protagonizada por Shia LaBeouf, Tyrese Gibson, Kevin Dunn, Julie White, Jess Harnell, Hugo Weaving y Charlie Adler. La trama inicia con los Autobots, durante su colaboración con la fuerza militar NEST, descubriendo una tecnología alienígena en posesión de los humanos, que había sido encontrada por el Apolo 11 en la Luna 42 años antes. Sin embargo, los Decepticons  develan un plan para usar la tecnología para esclavizar a la humanidad con el propósito de restaurar Cybertron, el planeta natal de los Transformers.
Shia LaBeouf, Josh Duhamel, Tyrese Gibson, John Turturro, Kevin Dunn y Julie White repitieron sus papeles de las películas anteriores, con Peter Cullen y Hugo Weaving regresando como las voces de Optimus Prime y Megatron, respectivamente. La modelo británica Rosie Huntington-Whiteley reemplazó a Megan Fox como la protagonista femenina; el reparto también vio nuevos actores como los humanos: Patrick Dempsey, John Malkovich, Alan Tudyk, Ken Jeong y Frances McDormand; y los Transformers: Keith Szarabajka, Ron Bottitta, John DiMaggio, George Coe, Francesco Quinn, James Remar, Greg Berg, y el fallecido Leonard Nimoy. El guion fue escrito por Ehren Kruger, quien también había colaborado en la narrativa de la película de 2009. El lado oscuro de la luna empleó tanto cámaras de cine regulares de 35mm como cámaras 3D desarrolladas especialmente, con locaciones de rodaje en Chicago, Florida, Indiana, Milwaukee, Moscú, y Washington, D.C. La película fue hecha específicamente en 3D, y los efectos visuales contaron con robots más complejos que tomaron más tiempo en hacerse.
En mayo de 2011, se anunció que Paramount movería la fecha de estreno de Transformers: El lado oscuro de la luna del 1 de julio al 29 de junio de 2011 para observar una respuesta temprana al metraje. Se llevaron a cabo estrenos tempranos exclusivos en cines 3D y IMAX selectos el 28 de junio de 2011, una noche antes del estreno mundial en 2D y 3D —incluyendo IMAX 3D—, cada uno contando con sonido Dolby Surround 7.1.
La recepción crítica de la película fue mixta, con varias críticas al guion, la actuación, y la duración, pero considerándola mejor que La venganza de los caídos y elogiando los efectos visuales de la película, la banda sonora de Steve Jablonsky, y las secuencias de acción en 3D. El lado oscuro de la luna recaudó US$1.124 millones mundialmente, y actualmente es la película N.º 29 con mayor recaudación de todos los tiempos, la segunda película con mayor recaudación de 2011 —detrás de Harry Potter y las reliquias de la Muerte: parte 2—, la película con mayor recaudación en la serie Transformers, y la décima película en recaudar más de US$mil millones. Al igual que su predecesora, fue nominada a mejor edición de sonido, mejor sonido y mejores efectos visuales en los 84° Premios Óscar. Una cuarta película, tanto una secuela como un ligero reinicio, Transformers: la era de la extinción, dirigida una vez más por Bay, se estrenó el 27 de junio de 2014. Una quinta película, titulada Transformers: el último caballero, fue estrenada en 2017. Además, un spin-off titulado Bumblebee fue estrenado en 2018 y una secuela de ese spin-off llamado Transformers: el despertar de las bestias, estrenado en 2023.
Transformers: el lado oscuro de la luna tuvo su estreno en Moscú en el Festival Internacional de Cine de Moscú, el 23 de junio de 2011. Linkin Park realizó un concierto especial al aire libre en la Plaza Roja en Moscú esa misma noche para celebrar el evento.

## Argumento
En los inicios de la guerra de Cybertron una nave autobot llamada "El Arca" escapó del planeta con una misteriosa carga secreta y valiosa para ambos bandos, sin embargo misiles decépticons la impactan y el  Arca es dada por perdida. En la Tierra, en 1961, la NASA reporta actividad extraña en el lado oscuro de la Luna y el presidente John F. Kennedy autoriza una misión para poner a un hombre en la Luna como cobertura para investigar. En 1969 el Apolo 11 aterriza en la Luna y descubre el Arca.
En 2012, Sam Witwicky (Shia LaBeouf) se ha graduado de la universidad, fue abandonado por Mikaela y actualmente vive con Carly Spencer (Rosie Huntington-Whiteley), su nueva novia mientras cobija a los exdecépticons Wheelie y Brains y espera conseguir un trabajo, sin embargo, se muestra disconforme con su situación; tras su participación en la batalla en Egipto y haber sido condecorado por el presidente siente que es más importante de lo que todos ven y que está por encima de las posibilidades que se le ofrecen, por lo que se presenta a una entrevista de trabajo para una empresa de comunicaciones, pero acepta de mala gana cuando descubre que es para el puesto de mensajero interno. Posteriormente conoce a Dylan Gould (Patrick Dempsey), el jefe de su novia, un multimillonario apuesto y carismático que tiene una relación muy cercana con Carly lo que despierta los celos de Sam.
Actualmente los autobots ayudan al gobierno a detectar actividad decépticon y a resolver conflictos internacionales; durante una misión en Chernóbil descubren partes del Arca y un misterioso cilindro junto a algunos decépticons con los que deben pelear sin saber que el decépticon Laserbeak asesina a algunos funcionarios ucranianos que mantenían tratos con ellos. Al regresar, los autobots se encuentran en Washington D.C con Charlotte Mearing, Directora de Inteligencia Nacional, quien no demuestra simpatía por ellos ni por Lennox. Optimus, molesto por lo que descubrió en Chernóbil, encara a Mearing y esta le explica como la carrera espacial fue una tapadera para llegar a los restos en la luna y que el cilindro que encontraron fue obtenido por los rusos de la nave y causó el accidente de Chernóbil cuando intentaron experimentar con ella. Optimus explica que el Arca llevaba tecnología Autobot que hubiera ganado la guerra y a su líder, el Gran Sentinel Prime, inventor de la tecnología y su mentor, también recalca que es imperativo que lo encuentren, antes que los decépticons por lo que junto a Ratchet viaja a la Luna para explorar el Arca, en la bóveda de seguridad y descubren a Sentinel Prime inactivo y a su creación, los Pilares (los cilindros). 
En África Megatron, aun herido de gravedad tras su batalla en la pirámide, es informado por Laserbeak que, tal como planearon, los Autobots descubrieron el Arca y trasladaron los pilares a la Tierra, tras lo cual ordena a Laserbeak asesinar a varios individuos influyentes que eran partidarios secretos de los decépticon y ahora eran considerados cabos sueltos, uno de ellos resulta ser un compañero de trabajo de Sam, por lo que el joven y su novia huyen a la base de NEST donde Sam informa lo sucedido e intenta sin éxito convencer a Mearing que le otorgue un trabajo allí que esté a la altura de sus expectativas. Optimus utiliza la Matriz del Liderazgo para reanimar a Sentinel, informándole que la guerra se perdió y Cybertron es un páramo estéril. Cuando Sentinel nota que solo tenían cinco pilares incluyendo el Pilar del Control les explica que son varios centenares y que juntos crean un Puente Espacial que solo él puede controlar, su objetivo era usarlo para transportar recursos a Cybertron o evacuar refugiados, pero en manos de los decépticons significaría el fin de su mundo.
Sam decide investigar por su cuenta, lo que molesta a Carly, quien ve esto como otra forma del inconformismo de Sam y rompe con él. Sam contacta a Seymour Simmons (John Turturro) y juntos descubren que los decépticons están asesinando gente conectada con las misiones espaciales estadounidenses y rusas hacia el Arca, deduciendo que los decépticons saquearon el Arca hace mucho e intencionalmente dejaron a Sentinel y cinco Pilares atrás para llevar a los Autobots a una trampa por lo que avisan a Mearing que todo fue planeado por los decépticons ya que necesitaban que Optimus reactivara a Sentinel y ahora intentarán capturarlo junto a los pilares restantes. Los Autobots y Sam se trasladan perseguidos por los Decépticons, sin embargo Sentinel revela ser parte de la conspiración y escapa con los pilares tras asesinar a Ironhide y una gran cantidad de soldados.
Sam va en busca de Carly a la fiesta de Gould, pero allí descubren que el magnate es un colaborador de los decépticons, revelando que la fortuna de su familia proviene de los tratos con ellos, tras lo cual secuestra a Carly y coloca un pequeño decépticon con forma de reloj a Sam para que lo vigile. 
Sentinel usa los Pilares para transportar miles de decépticons a la Tierra, mientras explica a Optimus que hace mucho tiempo comprendió que Cybertron sólo puede ser reconstruido si se unen con los decépticons, alegando que los transformers son una forma de vida superior y más valiosa que los humanos, por lo que preocuparse por ellos es señal de debilidad. 
Los decépticons amenazan con un exterminio global si los humanos no exilian a los Autobots fuera del planeta, cosa que los gobiernos acatan, por lo que despegan desde la NASA en la nave Xantium; pero mientras abandonan la Tierra, es destruida por Starscream ante la mirada incrédula de todo el mundo. Tras esto los decépticons, liderados por Megatron y Sentinel, se apoderan de Chicago y matan a la mayoría de la población, mientras sus agentes colocan Pilares alrededor del mundo. Gould le revela a Carly que los decépticons planean transportar Cybertron a la órbita de la Tierra y esclavizar a la humanidad como mano de obra para reconstruir su mundo y usar este planeta como materia prima.
Sam, arrepentido por su actitud inmadura, acompaña a un equipo independiente dirigido por Robert Epps a Chicago y allí encuentran a los autobots; Optimus les explica que anticiparon la emboscada por lo que la nave volaba vacía. Bumblebee y Sam rescatan a Carly y matan a Laserbeak, posteriormente logran comunicarse con Mearing y Lennox para explicarles las intenciones de Sentinel, quien ordena la activación del puente espacial, con lo cual Cybertron comienza a materializarse junto a la Tierra. Los Autobots combaten por las calles con el apoyo de NEST mientras Sam logra asesinar a Starscream, pero se ven abrumados por los ataques de un crucero espacial hasta que Wheelie y Brains se sacrifican para estrellarlo y la fuerza combinada de los autobots y el ejército suprimen a los decépticons. 
Sam intenta llegar al Pilar de control mientras Carly se presenta ante Megatron y lo predispone convenciéndolo que será reemplazado como líder por Sentinel. Sam se enfrenta a Gould quien defiende el Pilar, mientras Optimus lucha contra Sentinel y tras una breve pelea, Sam mata a Gould electrocutándolo contra el Pilar e inhabilitando el puente espacial. Optimus se ve superado y herido de gravedad por su maestro, quien se prepara para ejecutarlo, cuando Megatron interviene protegiéndolo e hiriendo a Sentinel, oportunidad que Optimus aprovecha para matar a ambos.
La historia acaba con todos reunidos, Sam y Carly reencontrándose y la Tierra a salvo mientras Optimus reafirma su compromiso de proteger este mundo y a los humanos sin importar las adversidades que puedan presentarse.

## Reparto y personajes

### Humanos
- Shia LaBeouf como Sam Witwicky, un joven ahora con una carrera independiente y aliado de los Autobots.
- Rosie Huntington-Whiteley como Carly Spencer, la nueva novia de Sam.
- Josh Duhamel como el teniente coronel William Lennox, miembro de NEST y aliado de los Autobots.
- Tyrese Gibson como el sargento mayor Robert Epps, exmiembro de NEST y aliado de los Autobots.
- John Turturro como Seymour Simmons, exagente secreto del gobierno de Estados Unidos y ahora un exitoso escritor profesional y aliado de los Autobots.
- Patrick Dempsey como Dylan Gould, un millonario coleccionista de autos, jefe de Carly y aliado de los Decepticons. Muere a manos de Sam Witwicky
- Kevin Dunn como Ron Witwicky, el padre de Sam
- Julie White como Judy Witwicky, la madre de Sam
- John Malkovich como Bruce Brazos, jefe de Sam en Accuretta Systems.
- Frances McDormand como Charlotte Mearing, la Directora de Inteligencia Nacional.
- Keiko Agena como la asistente de Charlotte Mearing
- Lester Speight como "Hardcore" Eddie, exmiembro de NEST.
- Josh Kelly como Stone, exmiembro de NEST.
- Alan Tudyk como Dutch, el asistente personal de Simmons.
- Ken Jeong como Jerry Wang, un paranoico programador de software en el trabajo de Sam, que en secreto es aliado de los Decepticons. Muere a manos de Laserbeak.
- Glenn Morshower como el General Morshower, director de NEST, quien se comunica con el escuadrón desde el Pentágono.
- Buzz Aldrin como sí mismo, conociendo a Optimus Prime en el cuartel general de NEST.
- Bill O'Reilly como sí mismo, entrevistando a Simmons a través de su programa de televisión The O'Reilly Factor.
- Elya Baskin como el astronauta Dimitri, uno de los dos astronautas rusos sobrevivientes que le dan a Sam información sobre las misiones a la Luna.
- Andy Daly como Donnie, un trabajador de la sala de correo.
- Mindy Sterling como Martha, una agente de seguros.

### Transformers

#### Autobots

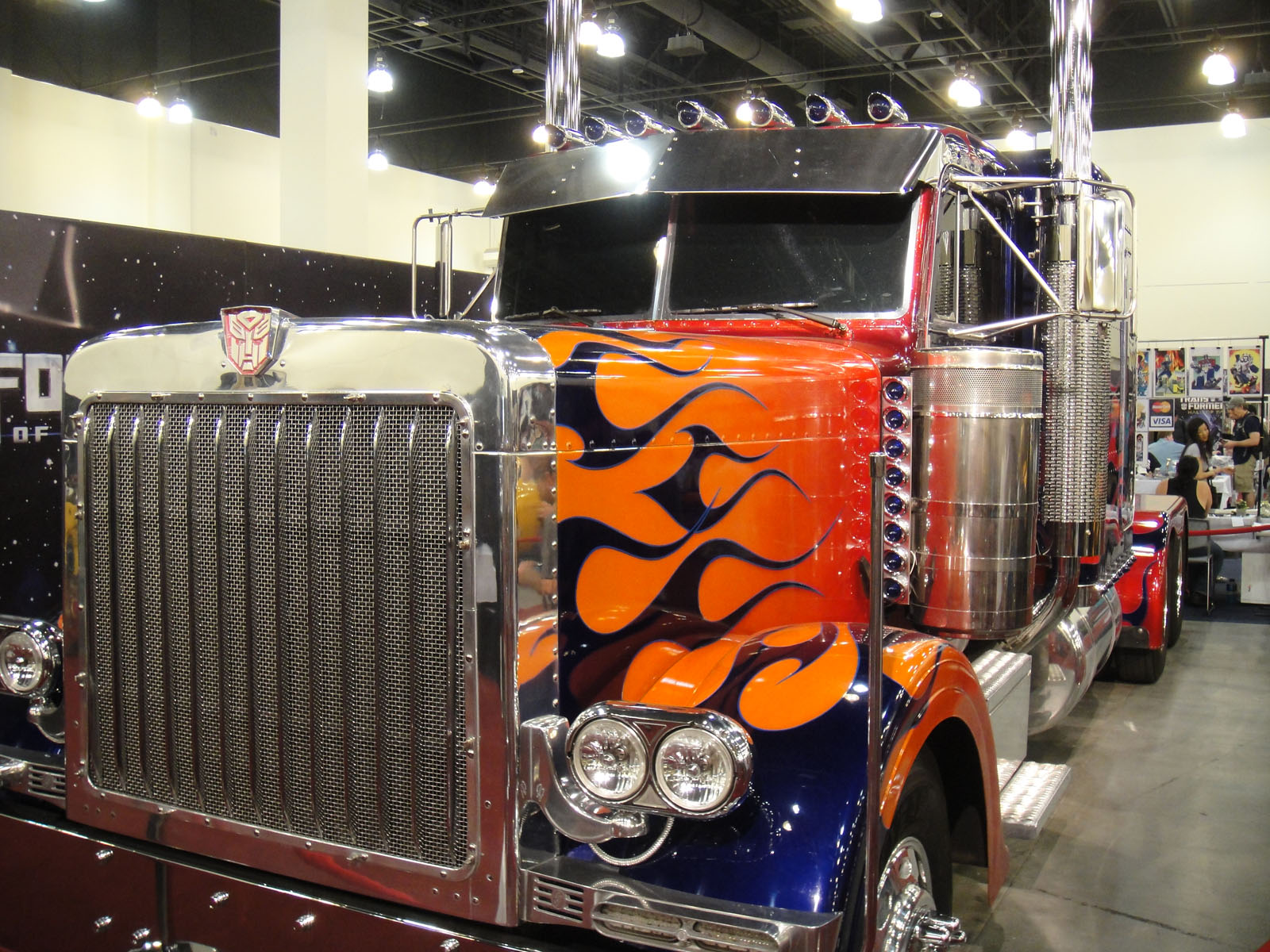
Un Peterbilt 379 es usado como el modo alternativo de Optimus Prime.

- Peter Cullen como Optimus Prime, líder de los Autobots. Su modo alterno es un Peterbilt 379 azul con llamas rojas.
- Leonard Nimoy como Sentinel Prime, predecesor de Optimus como líder de los Autobots y aliado con los Decepticons. Su modo alterno es un camión de bomberos Rosenbauer Pantera rojo y negro.

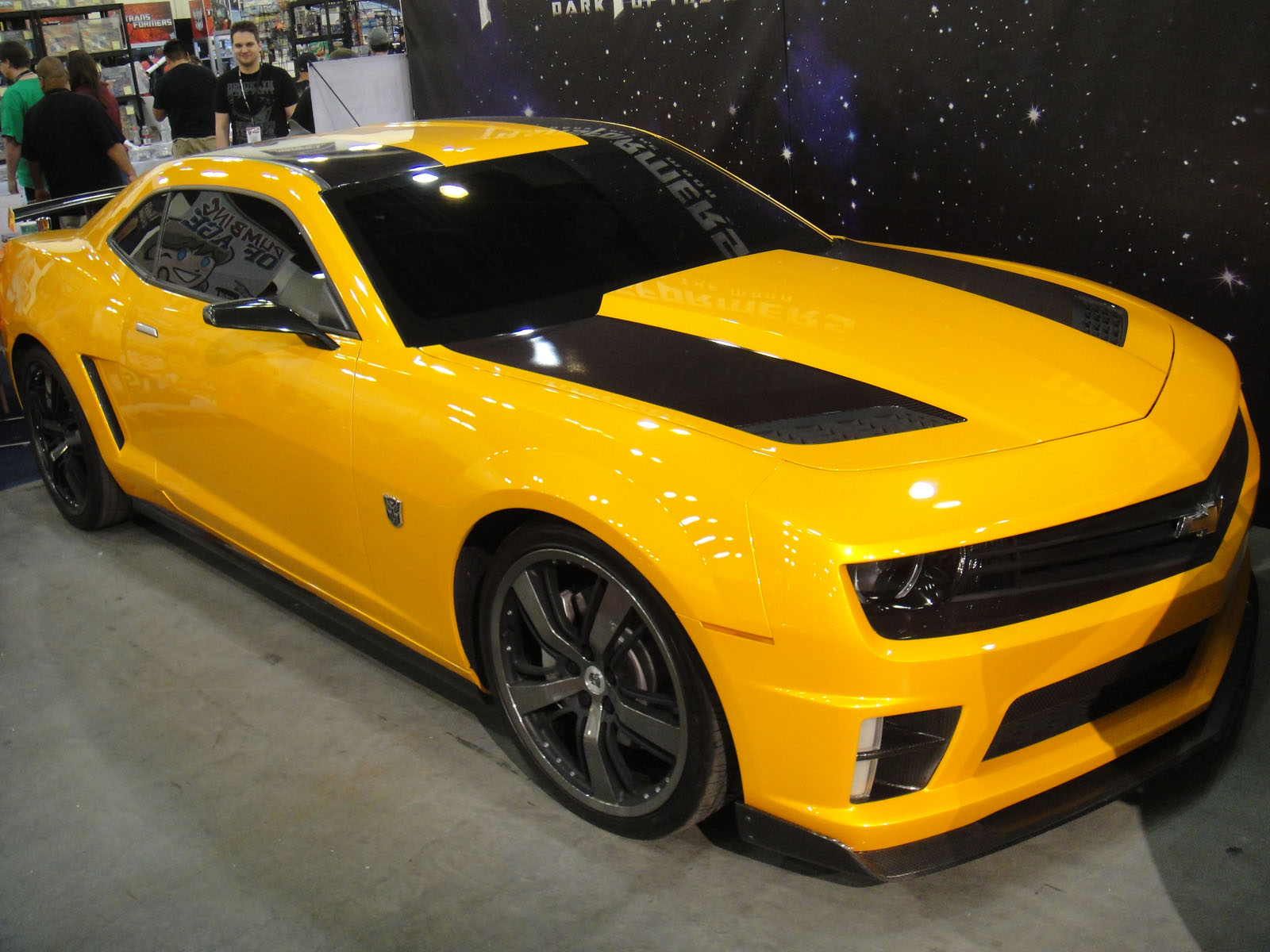
El Chevrolet Camaro Bumblebee de Transformers 3 en BotCon 2011.

- Mark Ryan como Bumblebee (no acreditado), el joven explorador de los Autobots y guardián de Sam. Su modo alterno es un Chevrolet Camaro SS amarillo con rayas negras y un alerón negro.
- Jess Harnell como Ironhide, el experto en armas de los Autobots. Su modo alterno es un GMC Topkick Pickup negro.
- Robert Foxworth como Ratchet, médico de los Autobots. Su modo alterno es una ambulancia Hummer H2 verde.
- Francesco Quinn como Dino/Mirage, un espía Autobot. Fue el último papel de Quinn antes de su muerte poco después del estreno de la película. Su modo alterno es un Ferrari 458 Italia 2010 rojo.
- James Remar como Sideswipe, el instructor de combate de los Autobots. Su modo alterno es un Chevrolet Corvette C7 Stingray Concept.
- George Coe como Que/Wheeljack, el ingeniero de los Autobots, que inventa dispositivos y equipamiento. Su personalidad está basada en el personaje Q de la franquicia de James Bond y su apariencia está basada en Albert Einstein. Su modo alterno es un Mercedes-Benz Clase E azul.
- Tom Kenny como Wheelie, un dron ex-Decepticon convertido en Autobot. Su modo alterno es un camión monstruo a radiocontrol azul.
- Reno Wilson como Brains, compañero de Wheelie y un drone ex-Decepticon. Su modo alterno es una laptop.
- Ron Bottitta como Amp/Roadbuster, un Autobot Wrecker. Su modo alterno es un coche Chevrolet Impala de carreras NASCAR Sprint Cup de color verde y blanco con el número 88 pintado y modificado con muchas armas.
- John DiMaggio como Target/Leadfoot, líder de los Autobots Wreckers. Su modo alterno es un coche Chevrolet Impala de carreras NASCAR Sprint Cup con el número 42 pintado, modificado con muchas armas y de color rojo y gris.
- Jimmie Johnson como Topspin, un Autobot Wrecker. Su modo alterno es un coche Chevrolet Impala de carreras NASCAR Sprint Cup con el número 48 pintado, modificado con muchas armas y de color azul y gris.

#### Decepticons
- Hugo Weaving como Megatron, líder de los Decepticons, aún herido por la batalla final de La venganza de los caídos. Su modo alterno es un Camión Cisterna de Gas Mack Titan 10 - Wheeler Tank Truck de estado y color viejo y oxidado.
- Charlie Adler como Starscream, segundo al mando de Megatron. Su modo alterno es un F22 raptor con marcas alienígenas.
- Frank Welker como: Shockwave, el sádico científico y asesino de los Decepticons. Su modo alterno es un tanque cibertroniano.  
  - Soundwave como el oficial de comunicaciones de los Decepticons y guardián de Dylan. Su modo alterno es un Mercedes-Benz SLS AMG color plateado.
- Keith Szarabajka como Laserbeak, un Decepticon con aspecto de cóndor que es muy leal a Soundwave y frecuentemente cambia a otros modos de transformación como un equipo de música, una televisión e incluso una versión pequeña y rosa de Bumblebee.
- Greg Berg como Igor, un Decepticon deformado que sirve como sirviente personal de Megatron en su exilio. Era la cabeza de Long Haul que sobrevivió a la batalla de La venganza de los caídos.
- Jimmie Wood, Josh Nizzi y Micharl Dorn como los Dreads: Crowbar, Crankcase y Hatchet. Sus modos alternos son Chevrolet Suburban de policía, cuya apariencia recuerda mucho a la de un Depredador. Wood, quien dio voz a Crowbar, anteriormente había dado voz a Bonecrusher en la primera película.

## Producción

### Desarrollo
Como una medida preventiva antes del estreno de Transformers: la venganza de los caídos, Michael Lucchi y Paramount Pictures anunciaron el 16 de marzo de 2009 que se estrenaría una tercera película en IMAX 3D el 1 de julio de 2011, que obtuvo una respuesta sorprendida del director:

Yo dije que me iba a tomar un año de Transformers. Paramount cometió un error al ponerle fecha a Transformers 3 —me preguntaron por teléfono— Yo dije sí al 1 de julio —pero para 2012— ¡ups! ¡No 2011! Eso significaría que yo debería comenzar la preproducción en septiembre. De ninguna manera. Mi cerebro necesita un descanso de robots luchando.

Los guionistas Roberto Orci y Alex Kurtzman, que habían trabajado en las dos películas de Transformers anteriores, rechazaron regresar para la tercera película, con Kurtzman declarando que "la franquicia es tan maravillosa que merece ser fresca, todo el tiempo. Solo sentimos que le habíamos dado mucho y no tuvimos una percepción de a dónde ir con la próxima". el coguionista de La venganza de los caídos Ehren Kruger se convirtió en el único guionista para El lado oscuro de la luna. Kruger tuvo reuniones frecuentes con los productores de efectos visuales de Industrial Light & Magic, que sugerían puntos de la trama como las escenas en Chernóbil.
El 1 de octubre de 2009, Bay reveló que Transformers: el lado oscuro de la luna ya había entrado en preproducción, y su estreno planeado regresaba a su fecha original del 1 de julio de 2011, en vez de 2012. Debido al revivido interés en la tecnología 3D traída por el éxito de Avatar, las conversaciones entre Paramount, ILM y Bay habían considerado la posibilidad de que la próxima película Transformers sea filmada en 3D, y la prueba se realizó para incorporar la tecnología a la obra de Bay. Bay originalmente no estaba muy interesado en el formato, ya que sintió que no encajaba con su "estilo agresivo" de dirección, pero fue convencido después de conversar con el director de Avatar James Cameron, quien incluso ofreció el equipo técnico de esa película. Según informes, Cameron le dijo a Bay sobre el 3D: "Tienes que verlo como un juguete, es otra herramienta divertida para ayudar a obtener emoción y carácter y crear una experiencia". Bay estaba reacio a filmar con cámaras 3D, ya que en la práctica las encontró muy incómodas para su estilo de rodaje, pero tampoco quería implementar la tecnología en posproducción, ya que no estaba complacido con los resultados. Además de usar los equipos de cámaras 3D Fusion desarrollados por el equipo de Cameron, Bay y su equipo pasaron nueve meses desarrollando una cámara 3D más portátil que pudiera ser llevada a la localización que se necesitara.
En un extra escondido para la versión Blu-ray de La venganza de los caídos, Bay expresó su intención de hacer Transformers 3 no necesariamente más larga que La venganza de los caídos, sino más profunda dentro de la mitología, para darle más desarrollo a los personajes, y para hacerla más oscura y emocional. Unicron es brevemente mostrado en un avance de Transformers 3 entre las características especiales del Blu-ray de La venganza de los caídos. Finalmente, los productores decidieron desechar la idea de una trama involucrando al Transformer devorador de planetas, y nunca más hubo comentarios del tema. Habiéndose llamado Transformers 3 hasta ese punto, el título final de la película se reveló como El lado oscuro de la luna en octubre de 2010. Después de que La venganza de los caídos fuera criticada casi universalmente por los críticos, Bay reconoció las fallas generales del guion, habiendo culpado a la huelga de guionistas en Hollywood de 2007-2008 antes de la película por varios problemas. Bay prometió no repetir la "comedia tonta" de la última película. El 19 de marzo de 2010, se dijo que el guion estaba terminado.

### Final
En el final original, la oferta de tregua de Megatron parece mucho más sincera: se arrodilla y declara que está cansado de luchar, que ordenará a todos los Decepticons que se retiren y que la guerra ha terminado. Optimus Prime se muestra escéptico al principio, pero cuando Megatron le ofrece a Optimus matarlo como alternativa, Optimus acepta a regañadientes.
Este final se utiliza para la novelización y la adaptación al cómic. Meses antes del estreno de la película, el 5 de mayo de 2011, seis días antes del lanzamiento oficial de la colección de bolsillo, Amazon filtró páginas de adelanto de la adaptación del cómic de IDW, lo que reveló a un gran número de fans el giro inesperado de la traición de Sentinel Prime, en el que giraba toda la película. El descubrimiento se publicó rápidamente en varios sitios web importantes de fans de Transformers, a menudo sin advertencias de spoilers. La filtración convenció a Michael Bay de ejecutar una orden ejecutiva que prohibía cualquier precuela o adaptación de la cuarta y la quinta película para evitar que se repitiera un incidente similar. 

### Casting
Megan Fox estaba originalmente asociada a la película, y el papel de Patrick Dempsey como Dylan Gould iba a ser el jefe del personaje de Fox, Mikaela Banes. Según varias fuentes, la ausencia de Fox de la película fue debido a que Bay finalmente eligió no renovar su papel a causa de que ella lo había comparado a él y su ética de trabajo con Adolf Hitler, aunque los representantes de la actriz dijeron que fue suya la decisión dejar la franquicia. Bay más tarde reveló que los comentarios de Fox enojaron particularmente al productor ejecutivo Steven Spielberg, quien afectó la decisión de Bay de sacarla. "Yo no estaba herido", dijo Bay, "porque sé que es solo Megan. Megan ama obtener una respuesta. Y lo hace de un modo algo incorrecto. Lo siento, Megan. Siento haberte hecho trabajar doce horas. Siento hacerte llegar a tiempo. Las películas no siempre son cálidas y difusas".
Con Fox no repitiendo su papel, Rosie Huntington-Whiteley fue elegida para interpretar al nuevo interés amoroso de Sam. Al principio se planeó que Ramón Rodríguez esté en la película, en un papel mayor que el que había tenido en La venganza de los caídos, pero la idea fue desechada a inicios de la producción. Shia LaBeouf dijo que sería su última película en la serie, también concluyendo que el director Michael Bay no regresaría para una cuarta entrega, aunque luego se confirmó que Bay regresaría como director en la cuarta película. Algunos actores destacados como John Malkovich y Frances McDormand también obtuvieron papeles seleccionados para la película. Malkovich explicó:

Yo interpreto a un tipo llamado Bruce Brazos, que es solo un bocón, una especie de hombre de negocios que es el jefe del personaje de Shia. Es solo un idiota, y uno grande. Pero un personaje divertido. Bueno, fue divertido. Muy, muy agradable. Solo trabajé con Shia, Rosie un poco, y con John Turturro. Así que, para mí, fue una maravilla.

Otro actor destacado, Ken Jeong, fue elegido como un excéntrico colega de Sam. Jeong describió a la película:

Sí, es un pequeño papel en Transformers, pero sí. Tuve una experiencia extracorporal trabajando en eso porque simplemente no podía creer que estaba ahí. Aun así, no fue una cosa en la que 'oh, voy a ser parte de una franquicia exitosa como Transformers 3' o incluso ahora Hangover 2, para el caso. Así que no puedo creer que soy parte de estas franquicias de ningún modo. Fue asombroso. Michael Bay es brillante y te volará la cabeza.

### Temas e inspiraciones
A diferencia de las dos entregas de Transformers anteriores, que solo están basadas en la endémica historia de los guionistas, Transformers: el lado oscuro de la luna se basó en una novela llamada Transformers: Ghosts of Yesterday, escrita por Alan Dean Foster. La novela es una precuela de Transformers de 2007. Sigue la misma estructura narrativa que El lado oscuro de la luna, transcurriendo al principio en 1969, el año de la llegada del Apolo 11 a la Luna. Sin embargo, difiere ligeramente, ya que la novela fue escrita meramente como precuela de la primera película.
Debido a la muy criticada Transformers: la venganza de los caídos, Bay decidió eliminar a los gemelos Skids y Mudflap de El lado oscuro de la luna: "Ésta realmente se prepara para un crescendo final. No hay tres múltiples finales. Una cosa de la que nos estamos deshaciendo es de la comedia tonta. [Los gemelos] básicamente se han ido", aseguró Bay. Debido a los rumores de los fanes de que los gemelos en realidad estarían en la película, el director hizo una "apuesta" pública de US$25,000 de que los gemelos no serían vistos en El lado oscuro de la luna. Sin embargo, fueron brevemente vistos en el cuartel general de NEST en sus modos alternativos en la película.
Bay reconoció que La venganza de los caídos fue "decepcionante para los fans" y dijo que "no quería que la tercera apeste". Bay dijo que quería que la batalla final de El lado oscuro de la luna fuera más geográfica y contara con un "pequeño grupo de héroes", como Black Hawk Down de Ridley Scott, Pequeños guerreros de Joe Dante y G.I. Joe: The Rise of Cobra de Hasbro. Bay también decidió incluir a Shockwave, ya que consideraba al personaje "malo" y que "tiene un arma mucho más grande [que Megatron y es] un moco más vicioso". Según The A.V. Club, la película tuvo varias inspiraciones narrativas menores del dibujo animado de la década de 1980 The Transformers, incluyendo el uso de un Puente Espacial, y la "expulsión de los Autobots".
Similar a las dos entregas anteriores, la película fue contada desde el punto de vista humano para atraer a la audiencia. Bay quería que Sam tenga una novia como en las primeras dos películas. El actor Shia LaBeouf dijo que Sam y Mikaela se habían convertido en "un personaje" y, aunque "extrañ[a]" a Megan Fox, con este cambio "tienes un hallazgo otra vez desde una nueva perspectiva". LaBeouf también dijo que las incorporaciones de Huntington-Whiteley y nuevos personajes permitían que El lado oscuro de la luna conservara la "magia" de la primera película.
El lado oscuro de la luna también tenía numerosas referencias a Star Trek, en parte porque el guionista Ehren Kruger era un "gran friki de Star Trek", pero también como un guiño al hecho de que el nuevo personaje Sentinel Prime tuvo la voz de Leonard Nimoy, quien originó el icónico papel de Spock en Star Trek y le puso la voz a Galvatron en Transformers: la película. La primera referencia de Star Trek es cuando los robots refugiados Brains y Wheelie, que viven en el apartamento de Sam y Carly, están viendo el episodio de Star Trek: la serie original titulado «La época de Amok»; Wheelie comenta "Ya vi ese episodio. Es cuando Spock enloquece". La segunda referencia es cuando Sam se encuentra con su novia, Carly Spencer, en el trabajo, y está siendo presentado con el jefe de Carly, Dylan Gould, y Sam se maravilla con su lugar de trabajo: "Bonito tu edificio. Es como la Enterprise", dice Sam. La tercera referencia es cuando Bumblebee se despide de Sam en Cabo Cañaveral: las palabras "mi amigo" son sacadas de Spock en Star Trek II: la ira de Khan ("Tú eres... mi amigo. Yo soy y siempre seré el tuyo."). La cuarta y última referencia es cuando Sentinel Prime activa el Pilar de Control, citando la máxima de Spock en Star Trek II y Star Trek III: en busca de Spock, "las necesidades de muchos superan las de la minoría".

### Rodaje

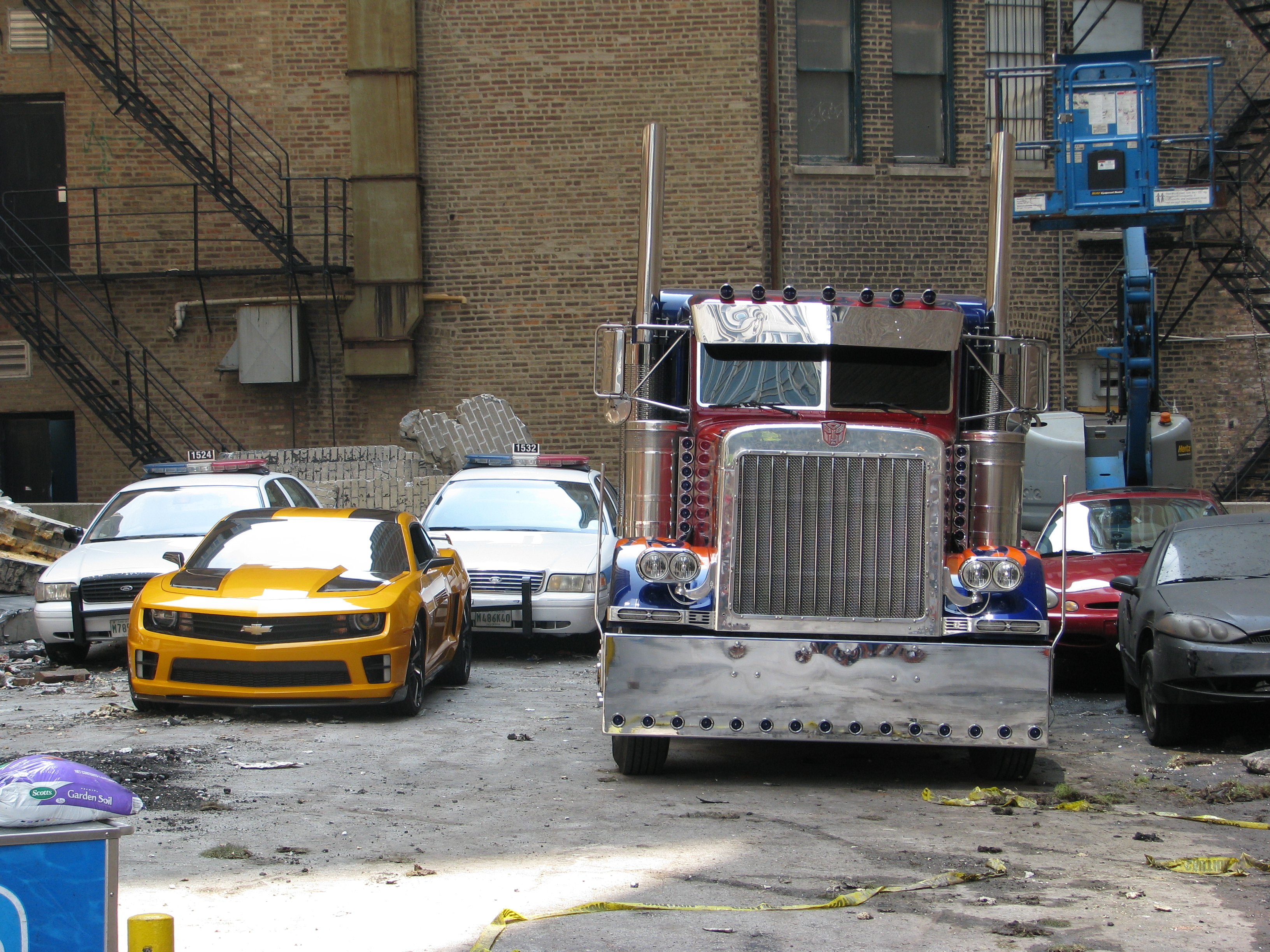
Vehículos usados en el set de Transformers: el lado oscuro de la luna.

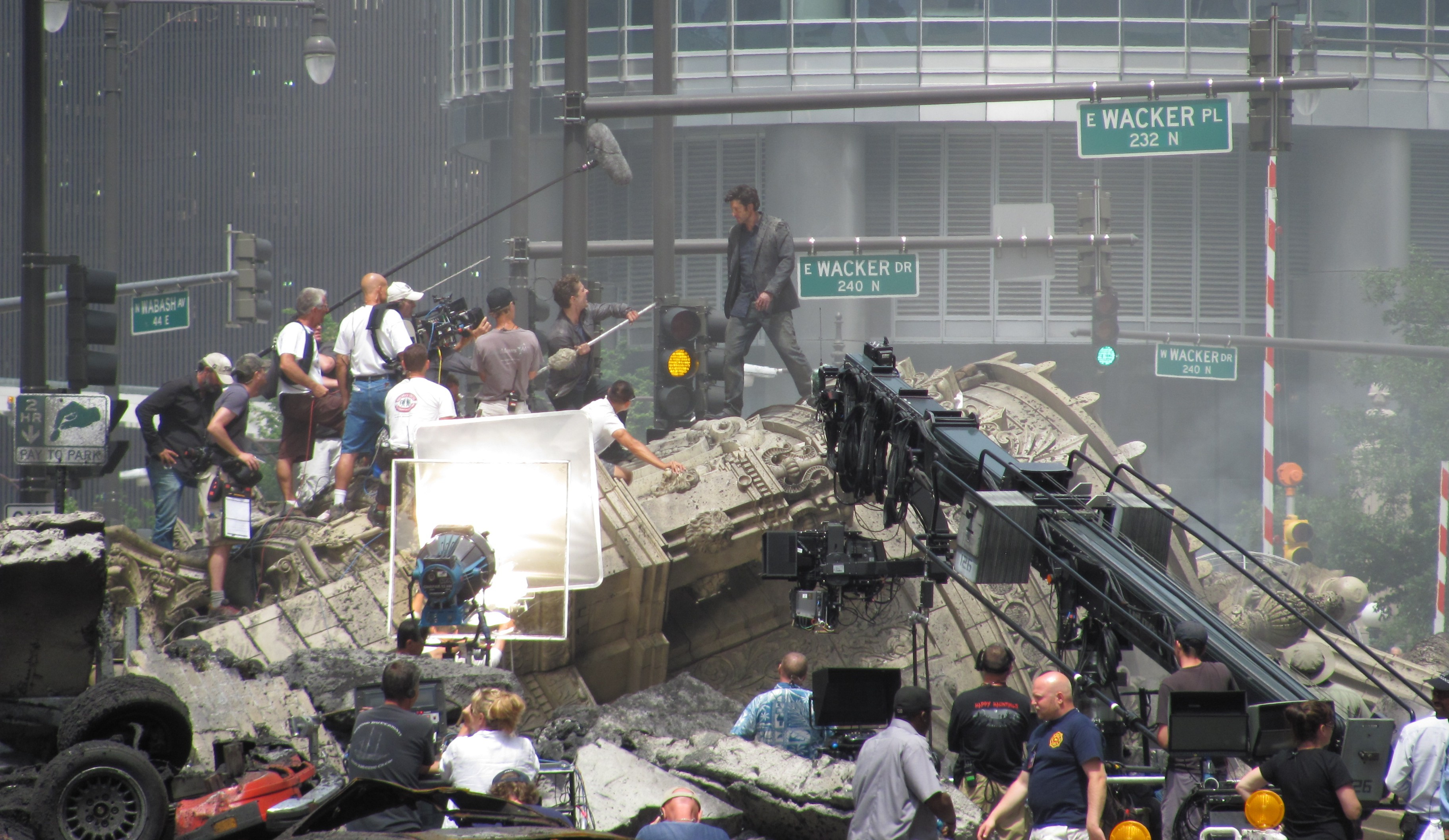
Grabación del duelo entre Sam Witwicky (Shia LaBeouf) y Dylan Gould (Patrick Dempsey) en Chicago.

El costo de producción de Transformers: el lado oscuro de la luna fue de US$195 millones, y el costo del rodaje 3D representó US$30 millones del presupuesto. La preparación para el rodaje inició el 7 de abril de 2010 en el noroeste de Indiana, específicamente alrededor de la ciudad de Gary, que retrató a Ucrania en la película. La fotografía principal comenzó el 18 de mayo de 2010, con locaciones de rodaje en Chicago, Florida y Moscú. Las primeras seis semanas se pasaron en Los Ángeles: las locaciones incluyeron Sherman Oaks, Fourth Avenue y S. Main. Las siguientes cuatro semanas se pasaron en Chicago. Entre las locaciones rodadas en Chicago se incluyeron LaSalle Street, la Avenida Míchigan, el local Bacino's de Lincoln Park en el 2204 de North Lincoln Avenue y alrededor de la Torre Willis. Las escenas transcurridas en la Avenida Míchigan contaron con una cantidad sustancial de pirotecnia y acrobacias. Se planeó que el rodaje en Detroit tuviera lugar en agosto, pero el rodaje en Chicago se extendió hasta el 1 de septiembre. A fines de septiembre, la producción se movió a Florida, justo antes del lanzamiento de la misión STS-133 del Transbordador STS.

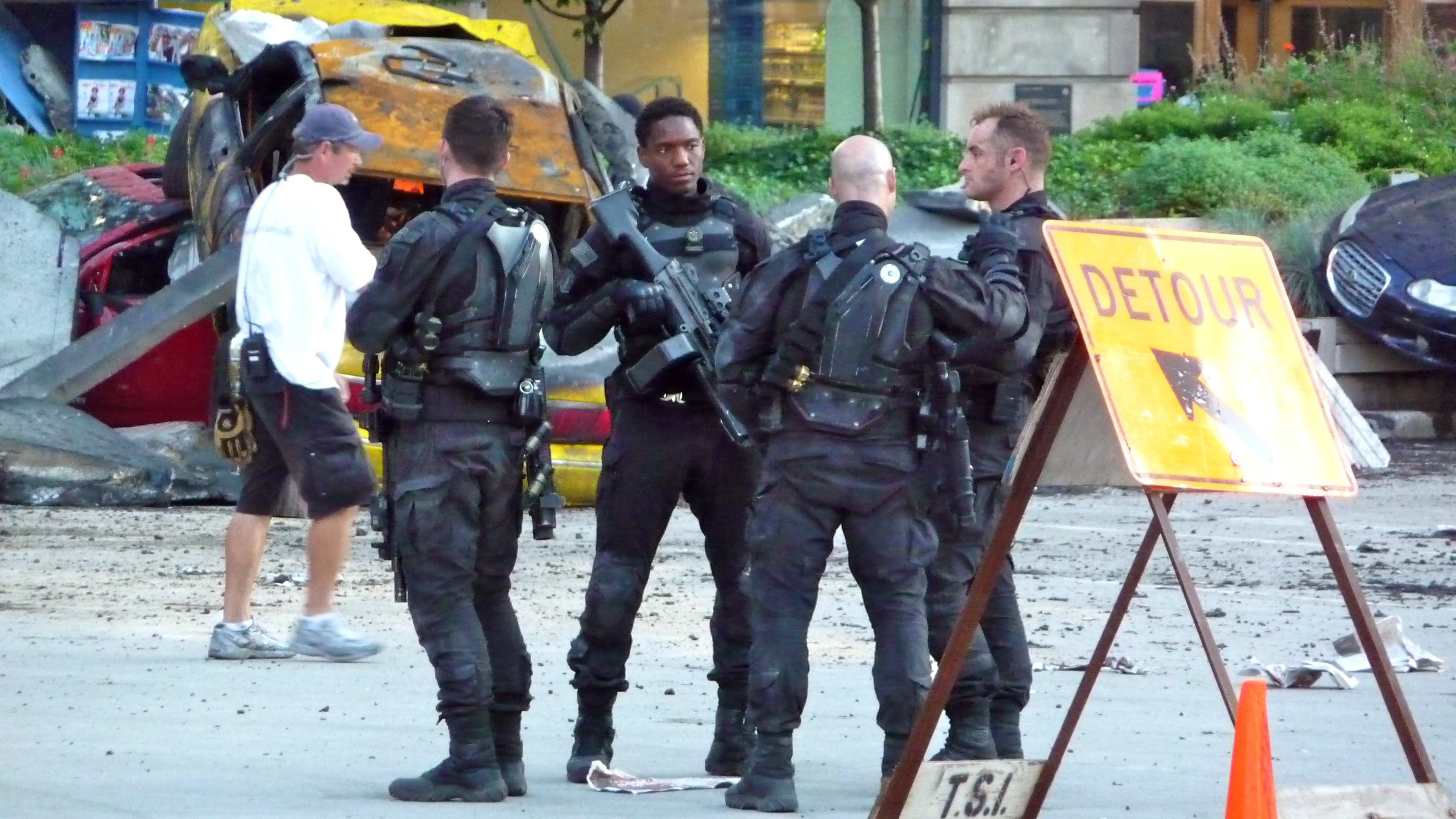
Los actores en un set de Transformers: el lado oscuro de la luna en julio de 2010.

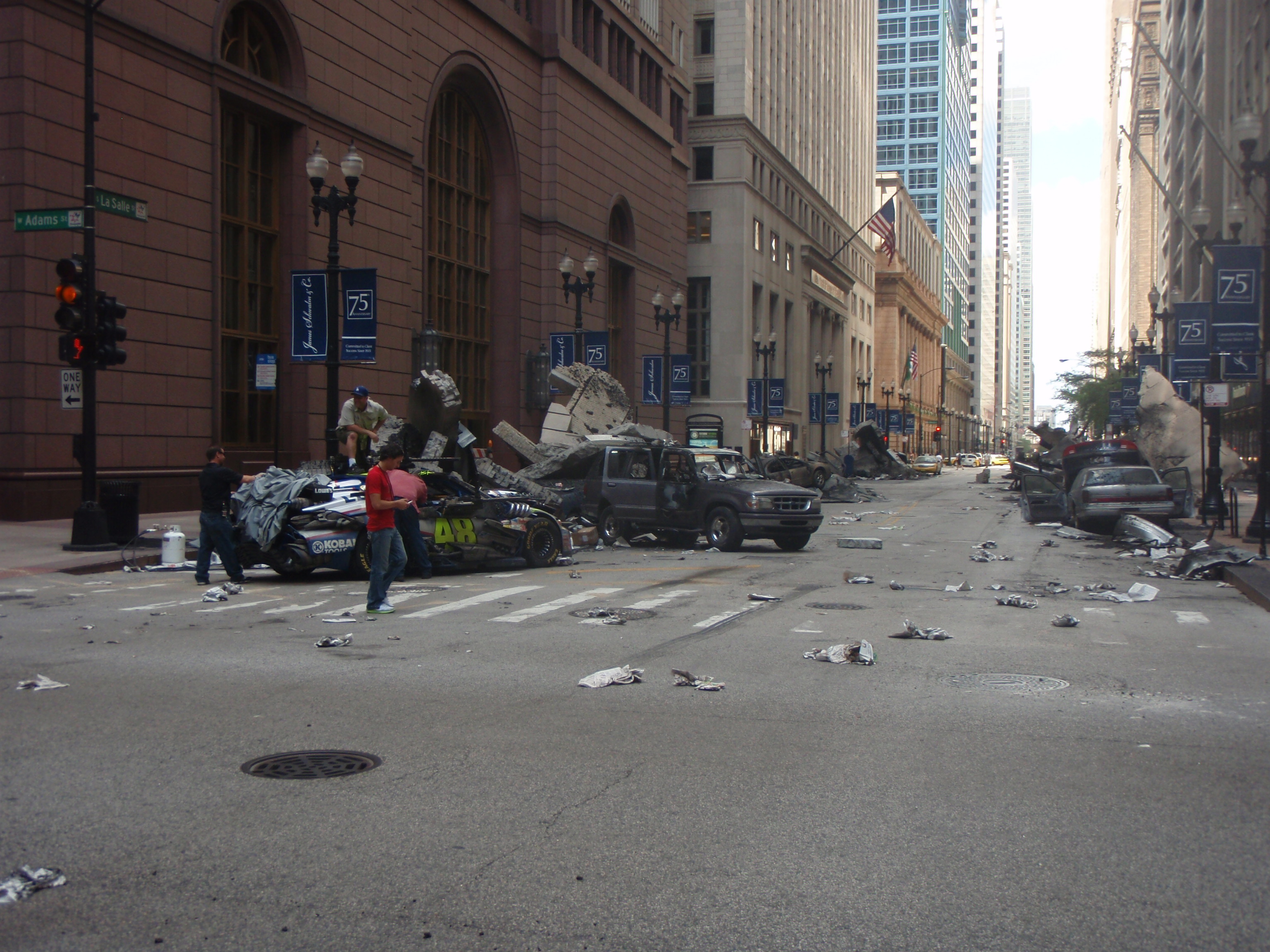
El rodaje de Transformers: el lado oscuro de la luna en Chicago en julio de 2010, en primer plano el camión de auxilio del Autobot Topspin como un Chevrolet Impala fuertemente armado.

Durante el rodaje en Washington D. C., el equipo filmó en el National Mall, y Bay dijo que habría una carrera de autos en la locación. Otras dos locaciones anunciadas fueron el Museo de Arte de Milwaukee y el antiguo complejo Tower Automotive en el lado norte de Milwaukee, luego bajo reconstrucción para uso mixto así como el patio de equipo de la ciudad. El rodaje estaba programado a llevarse a cabo allí después de terminar el trabajo en Chicago. El 23 de septiembre, se rodaron escenas en el antiguo ayuntamiento en Detroit. El 16 de octubre, se rodó una escena de fines de la década de 1960 en el Centro Espacial Johnson en Houston, utilizando extras con ropa y peinados de la época. También se pasó un día rodando en el complejo de templos de Angkor Wat en Camboya. Entre otras locaciones de rodaje planeadas se encontraron África y China. Aunque alrededor del 70% del metraje en acción en vivo de la película fue rodado en 3D usando cámaras Arri Alexa y Sony F35, más de la mitad de la película aún tuvo que ser convertida a 3D en posproducción para reparar las fallas técnicas que produjo el rodaje 3D. Otro metraje que necesitó ser convertido a 3D en posproducción fue cada toma completamente generada por computadora en el formato anamórfico de película de 35mm. La película de 35mm fue usada para escenas rodadas en cámara lenta y escenas como primeros planos de caras o tomas del cielo, que requirieron mayor calidad de imagen que el que darían las cámaras 3D HD digitales. Las cámaras de 35mm también fueron usadas para escenas donde las cámaras 3D probaron ser demasiado pesadas, generaron un efecto estroboscópico o sufrieron daño eléctrico por el polvo. El rodaje concluyó oficialmente el 9 de noviembre de 2010.
Se encontró que El lado oscuro de la luna contiene metraje reciclado de una película anterior dirigida por Michael Bay La isla. Bay recicló metraje de manera similar de su película Pearl Harbor en la película de 2007 Transformers.

### Accidentes
El rodaje fue temporalmente retrasado el 2 de septiembre de 2010, cuando una extra fue seriamente herido durante una escena de riesgo en Hammond, Indiana. Debido a una soldadura fallada, un cable de acero se quebró de un auto remolcado y golpeó el auto de la extra, dañando su cráneo. La extra, identificada como Gabriela Cedillo, tuvo que someterse a cirugía cerebral. La herida la ha dejado con daño cerebral permanente, paralizada del lado izquierdo y su ojo izquierdo cosido y cerrado. Paramout se responsabilizó por el accidente y cubrió todos los costos médicos de Cedillo. No obstante, la familia de Cedillo presentó una demanda el 5 de octubre, citando siete cargos de negligencia contra Paramount, y varios otros acusados (sin incluir a Bay), solicitando daños totales de más de US$350 mil. El abogado de Cedillo, Todd Smith, dijo, "Esta era una atractiva chica de 24 años que tenía sueños y aspiraciones involucrando la actuación, y este tipo de herida bien puede tener un grave impacto sobre sus sueños." La denuncia presentada dice que "[Cedillo] ha soportado y en el futuro soportará dolor y sufrimiento; ha quedado desfigurada y discapacitada; ha sufrido una pérdida del placer de una vida normal; ha sido dañada en su capacidad para ganarse la vida; ha incurrido y en el futuro incurrirá expensas para servicios médicos, todos de los cuales son de naturaleza permanente." En respuesta a la demanda, Paramount publicó la siguiente declaración: "Todos estamos terriblemente apenados de que ocurriera este accidente. Nuestros pensamientos, oraciones y mejores deseos están con Gabriela, su familia y seres queridos. La producción continuará proporcionándole toda la ayuda que podamos a Gabriela y su familia durante este momento difícil." En mayo de 2012, se reveló que se había llegado a un acuerdo de US$18 millones entre Paramount y la familia Cedillo.
Un segundo accidente ocurrió el 11 de octubre de 2010 en Washington D. C.. Mientras rodaban una escena de persecución en la calle 3 y la Avenida Maryland, sudoeste, una unidad VUD de la policía metropolitana accidentalmente chocó al Camaro que interpreta a Bumblebee en la película. El área había sido cerrada por la policía de Washington D. C. y no está claro por qué el VUD estaba ahí. Ningún conductor resultó herido, pero el Camaro quedó gravemente dañado.

### Efectos
Como con las entregas anteriores de Transformers, Industrial Light & Magic (ILM) fue la compañía de efectos visuales principal para El lado oscuro de la luna. ILM había estado trabajando en la previsualización por seis meses antes del comienzo del rodaje, resultando en 20 minutos de metraje. Digital Domain también hizo 350 tomas, incluyendo a los personajes Laserbeak, Brains, Wheelie y las protoformas Decepticon ocultas en la Luna, el Puente Espacial y una secuencia de paracaidismo.
El supervisor de efectos visuales de ILM, Scott Farrar, dijo: "Los efectos de la película no solo eran ambiciosos, también tenían que estar diseñados para 3D", y explicó las soluciones de la compañía para la nueva perspectiva: "Nos aseguramos de que las cosas sean tan brillantes como sea posible; Michael llamó a dueños de cines para asegurarse de que dejen las lámparas brillantes en las salas. También agregamos una especie de ingrediente secreto para hacer todo un poco más nítido, porque sabemos que a través de las etapas, no importa qué, cuando llegas a la última función las cosas tienden a ponerse menos nítidas". En el último fin de semana del trabajo de ILM en El lado oscuro de la luna, la entera granja de render de la compañía estaba siendo usada para la película, dándole a ILM más de 200,000 horas de renderización de energía por día, o equivalente a 22.8 años de renderización de tiempo en un periodo de 24 horas. Farrar se dedicó a los detalles en la creación de robots gigantes para 3D, asegurándose que en los primeros planos de las caras de los Transformers se vean "todos los detalles en los rincones y grietas de estas piezas. Es totalmente distinto de un sujeto de superficie plana como una cabeza humana o una cabeza animada". El supervisor dijo que el estilo de cine de Bay ayudó a integrar los robots a las escenas, ya que "Michael está interesado en tener profundidad de primer plano, plano medio y fondo en sus tomas, incluso en tomas de acción en vivo normales. Él dirá: ‘¡Pon algo colgando aquí!’ Podrían ser medias de mujer o cuchillos y tenedores colgando de una cuerda fuera de foco; no importa, pero te da profundidad, y profundidad de foco, y lo hace más interesante".
Los efectos más complicados involucraron a "Driller", una gigantesca criatura de aspecto de serpiente con un cuerpo en forma de anguila y espadas, cuchillos y dientes giratorios. En La venganza de los caídos, tomó 72 horas por cuadro para hacer a Devastator para formato IMAX, que es aproximadamente una cantidad de 4000 cuadros. Para el Driller, que requirió la granja de render completa, fueron más de 122 horas por cuadro. La escena más compleja involucró al Driller destruyendo un rascacielos generado por computadora, lo que tomó 288 horas por cuadro. Para dicha secuencia, ILM contó con su motor de simulación física interna patentada para retratar la destrucción del edificio, que incluyó romper pisos y paredes de concreto, ventanas, columnas y piezas de muebles de oficina. El supervisor de producción digital de ILM, Nigel Sumner, explicó: "Hicimos muchas pruebas desde el principio para averiguar cómo destruir el edificio explorando las opciones de procedimiento. Un edificio de 70 pies (21 m) de alto —entrar y marcar a mano la geometría para cuando se fracture o se desmorone— sería un proceso laborioso y una pérdida de tiempo. El piso de un edificio puede estar hecho de concreto. ¿Cómo se fractura el concreto cuando se hace trizas? Las columnas estarían hechas de un material similar pero con barras de refuerzo u otros componentes de ingeniería. Veríamos como un edificio volaría en pedazos y luego elegiríamos la mejor herramienta para ayudar a lograr las propiedades de eso durante una simulación".

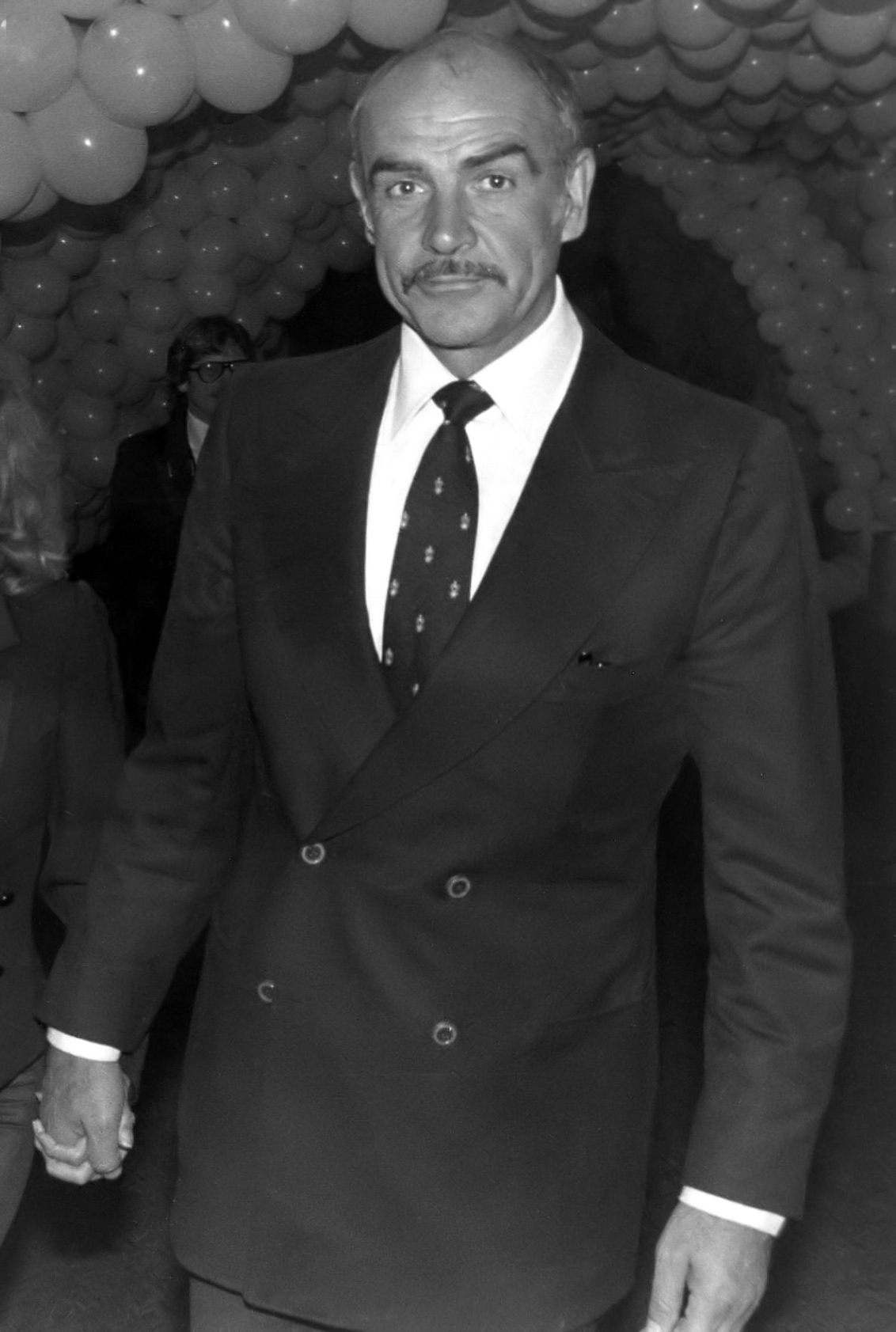
Sentinel Prime fue modelado en honor al actor Sean Connery.

Las escenas en Chicago fueron en su mayoría rodadas en la locación, ya que Bay creía que las placas debían ser en verdad rodadas en la ciudad real. Farrar siempre estuvo fascinado con la idea de rodar en la locación, y luego mezclar la película con imágenes generadas por computadora. El equipo de efectos visuales usó placas aéreas de los edificios reales de la ciudad y agregó elementos de destrucción como humo, fuego, escombros, aviones de combate, guerra, batallas y calles destrozadas. Cuatro empleados de ILM también viajaron a Chicago y fotografiaron edificios de arriba abajo en seis momentos diferentes del día para crear un modelo digital de la película que sea usado en ciertas escenas. El equipo de ILM diseñó varias escenas de acción mayores, con varios de los conceptos de la batalla de Chicago viniendo de las tomas de helicóptero de las placas aéreas.
El animador Scott Benza dijo que Sentinel Prime tenía una cara "más humana que cualquiera de los otros robots", teniendo un cuadro más complejo y "un mayor número de placas" para que pudiera ser más expresivo. ILM había basado la mayoría de las características de Sentinel Prime en el actor Sean Connery, y después de que Leonard Nimoy fuera elegido para ponerle voz al papel, los efectos fueron alterados para incorporar la actuación de Nimoy también. Cada robot tomaría aproximadamente 30 semanas para construir visualmente. Originalmente, se consideró que la pelea entre Sentinel Prime, Optimus Prime y Megatron fuera en el agua, en el Río Chicago, pero el presupuesto fue recortado e ILM se dio cuenta de que ellos no querrían presentar esa versión de la batalla final a Bay, así que decidieron que la batalla ocurra en el puente sobre el río. Para una secuencia donde Bumblebee atrapa a Sam y Lennox mientras se transforma en el aire, un doble digital de Shia LaBeouf fue combinado con metraje del actor en cámara rápida para que el equipo de efectos pudiera regularlo para cámara lenta.
Ya que Bay filma todas sus películas en un formato anamórfico, la representación de El lado oscuro de la luna sería "apretada" para distorsionar la imagen, e ILM añadiría a los robots y "des-distorsionaría" la imagen. La amplia variedad de formatos de rodaje usados —cámara individual, plataformas estéreo 3D con dos cámaras, lentes anamórficos y esféricos— resultó un desafío, especialmente ya que ILM tenía una fecha límite para entregar las placas 2D a las compañías responsables de la conversión a 3D. ILM hizo 600 tomas 3D, y Digital Domain tuvo menos de 200, mientras Legend3D, la compañía de conversión a 3D principal de la película, completó 78 minutos de trabajo en la película y finalizó el trabajo en aproximadamente 40 minutos de difíciles efectos no visuales y 38 minutos de tomas de efectos visuales.

### Banda sonora
El compositor Steve Jablonsky, que antes había colaborado con Bay en La isla y las primeras dos películas de Transformers, regresó para componer la banda sonora de El lado oscuro de la luna. La banda sonora de Jablonsky fue alabada por los críticos y los fanes. La banda sonora fue lanzada el 24 de junio de 2011, cinco días antes del estreno de la película.

Todas las canciones escritas y compuestas por Steve Jablonsky. 
| N.º | Título                            | Duración |  |
| 1.  | «Dark Side of the Moon»           | 3:49     |  |
| 2.  | «Sentinel Prime»                  | 3:16     |  |
| 3.  | «Lost Signal»                     | 4:08     |  |
| 4.  | «In Time You'll See»              | 3:16     |  |
| 5.  | «Impress Me»                      | 3:00     |  |
| 6.  | «We Were Gods Once»               | 4:22     |  |
| 7.  | «Battle»                          | 3:40     |  |
| 8.  | «There Is No Plan»                | 3:36     |  |
| 9.  | «We All Work For The Decepticons» | 1:51     |  |
| 10. | «The Fight Will Be Your Own»      | 4:41     |  |
| 11. | «Shockwave's Revenge»             | 2:00     |  |
| 12. | «No Prisoners, Only Trophies»     | 3:32     |  |
| 13. | «The World Needs You Now»         | 1:59     |  |
| 14. | «It's Our Fight»                  | 6:32     |  |
| 15. | «I'm Just the Messenger»          | 4:25     |  |
| 16. | «I Promise»                       | 1:58     |  |
| 17. | «Our Final Hope»                  | 3:42     |  |

| Aunque con música un poco más pesada en esta ocasión, la banda sonora es sin duda destacada y no solo reunimos personajes que hemos llegado a conocer, sino también a algunos artistas familiares que están de vuelta. —Allison Loring, reseñando la banda sonora de la película |

Originalmente, el álbum iba a lanzarse el 28 de junio de 2011, pero Amazon listó al álbum como no disponible mientras seguía estando listado para ser lanzado durante la semana del estreno global de la película. Estuvo disponible para descargarse en Amazon el 30 de junio de 2011, y la banda sonora actualmente cuenta con 17 canciones pregrabadas que aparecen en la película final. La duración de la banda sonora es de aproximadamente 59 minutos y 47 segundos. El álbum de la película fue lanzado el 14 de junio de 2011. Consiste en sencillos producidos por diferentes artistas y bandas, y canciones de rock y alternativas. La banda de rock estadounidense Linkin Park compuso el sencillo principal de la película, «Iridescent», como hicieron con las primeras dos películas: «What I've Done» fue usada en la película de 2007 y «New Divide» para la película de 2009. El video musical de «Iridescent» fue dirigido por Joe Hahn. Se lanzaron otros dos sencillos para la banda sonora, «Monster», de Paramore, y «All That You Are», de Goo Goo Dolls. Varias otras canciones no lanzadas hacen su debut en el álbum, incluyendo «The Pessimist», de Stone Sour, y «The Bottom», de Staind. La canción «The Only Hope for Me Is You», de My Chemical Romance, también pareció y puede encontrarse en su cuarto álbum de estudio, Danger Days: The True Lives of the Fabulous Killjoys, y en la banda sonora. La canción no fue exclusivamente usada para la película, y apareció en los créditos. La canción «Set the World on Fire», de Black Veil Brides, también fue incluida.

## Comercialización
La mayoría de los personajes regresaron para la nueva línea de juguetes de Hasbro. Dicha línea fue estrenada el 16 de mayo de 2011. En octubre de 2010, Entertainment Tonight previsualizó el rodaje detrás de escenas en Chicago. Un teaser tráiler de dos minutos se anunció el 27 de noviembre, y fue publicado en Internet el 9 de diciembre de 2010. Un anuncio de televisión de 30 segundos de la película se transmitió durante el Super Bowl XLV en Fox el 6 de febrero de 2011. El primer tráiler de cine completo se estrenó el 28 de abril de 2011. El primer clip de todos fue lanzado el 18 de mayo. Un segundo clip fue lanzado al día siguiente, el 19 de mayo. Los costos promocionales estadounidenses llegaron a aproximadamente US$75 millones.

### Novelizaciones
En mayo de 2011, la novelización, novela juvenil, y novela gráfica de Transformers: el lado oscuro de la luna fueron publicadas. Tanto la novela como la novela gráfica contó con Skids y Mudflap como personajes secundarios, pero los personajes no estuvieron en la novela juvenil. La novela gráfica hizo referencia a varios Autobots de los cómics licenciados de IDW Publishing que murieron en las historias entre La venganza de los caídos y El lado oscuro de la luna. Otra novela, escrita por Peter David, se publicó el 24 de mayo de 2011, y solo se publicó en versión de bolsillo. Aunque es ligeramente diferente a la película, la novela aún pertenece al tema y la sinopsis de la película en la que basa en el desenlace de la última batalla. La novela tiene alrededor de 400 páginas y fue publicada por Del Rey Books. Su sinopsis es:

Toda la humanidad estaba viendo ese día en 1969. Y aún así, solo un puñado sabía la verdadera misión detrás del triunfo de Estados Unidos en la carrera espacial: explorar la nave extraterrestre que se ha estrellado en el lado lejano de la Luna. Décadas después, los científicos siguen luchando para entender la tecnología encontrada a bordo; aunque con los traicioneros Decepticons tras ella, una poderosa fuerza debe estar en riesgo. La única esperanza de evitar una crisis es reanimar a Sentinel Prime, el líder de los Autobots perdido hace mucho tiempo; ¿pero quién sabe qué más permanece en las sombras, escondido del hombre y la máquina?

### Videojuego
El 14 de junio de 2011, Activision lanzó un videojuego basado en El lado oscuro de la luna para Xbox 360, PlayStation 3, Wii, Nintendo DS y Nintendo 3DS. Las versiones para consolas de Nintendo fueron desarrolladas por Behaviour Interactive, mientras las versiones para el resto de las consolas fueron desarrolladas por High Moon Studios, que ya había desarrollado Transformers: War for Cybertron. Electronic Arts lanzó el juego Transformers: el lado oscuro de la luna el 28 de junio de 2011 para los teléfonos inteligentes Symbian de Nokia y los productos de Apple iPod Touch, iPhone y iPad. y los dispositivos BlackBerry de Research In Motion.

## Estreno

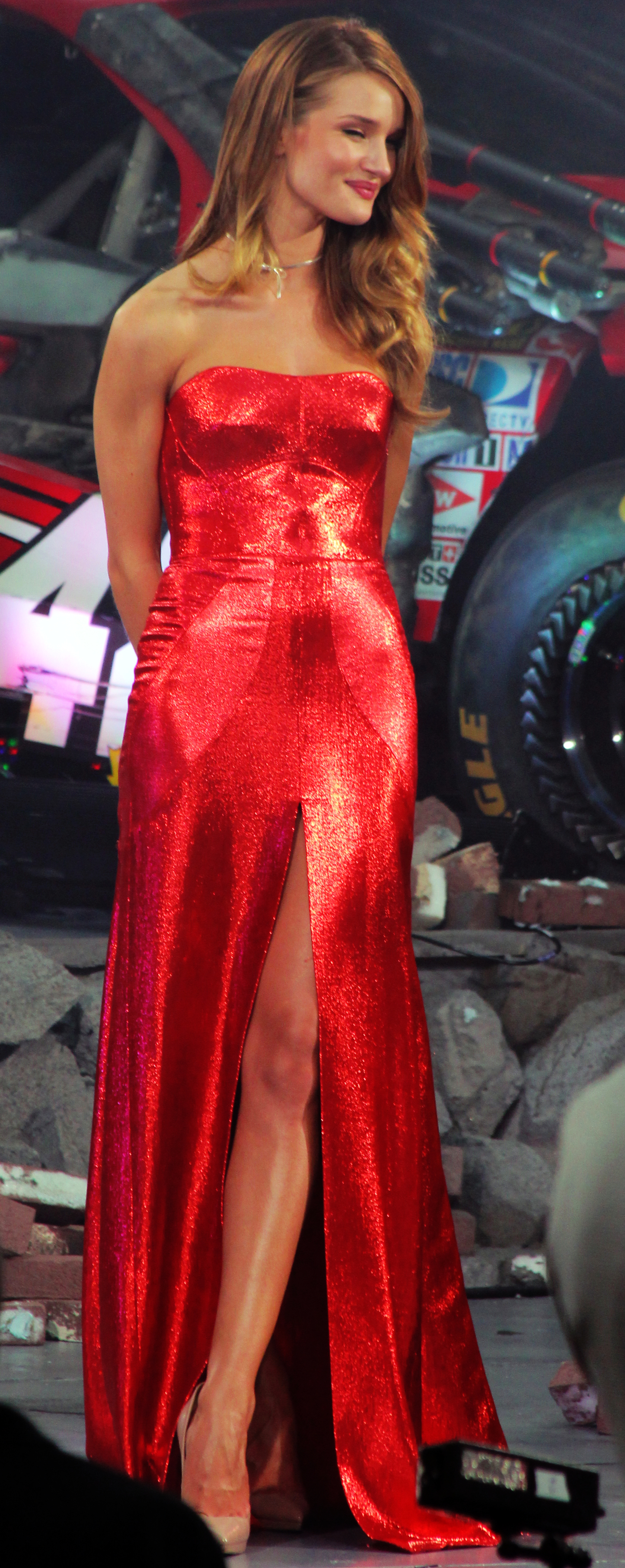
Rosie Huntington-Whiteley en el estreno mundial de la película.

Transformers: el lado oscuro de la luna tuvo su estreno mundial en el Festival Internacional de Cine de Moscú el 23 de junio de 2011. Linkin Park realizó un concierto especial al aire libre en la Plaza Roja en Moscú la misma noche como celebración del evento. Inicialmente programada a estrenarse el 1 de julio de 2011, el estreno fue adelantado al 29 de junio de 2011. Se anunció en noviembre de 2010 que a diferencia de Transformers: el lado oscuro de la luna, ninguna escena se rodó con cámaras IMAX.

### Recepción crítica
Mientras varios críticos elogiaron los efectos especiales y las secuencias de acción en 3D de la película, las críticas se dirigieron hacia la duración, la acción y el guion de la película. Varios críticos también sintieron que El lado oscuro de la luna no logró estar a la altura de la primera película de Transformers. El sitio web de reseñas Rotten Tomatoes le dio a Transformers: el lado oscuro de la luna una puntuación de 36% basado en 244 reseñas y una calificación promedio de 4.9/10, diciendo: "Sus efectos especiales y tomas en 3D son sin duda impresionantes, pero no son suficiente para compensar su ruidosa e inflada duración, o enmascarar su delgado e indiferente guion". Metacritic, otro sitio web de reseñas, le dio a la película una puntuación de 42/100, indicando "reseñas mixtas" de 37 críticos.
Roger Ebert le dio a la película una estrella de cuatro, criticando sus efectos visuales, trama, personajes y diálogo. Richard Roeper igualmente criticó a la película, dándole una "D" y diciendo que "rara vez una película ha tenido menos alma y personajes menos interesantes". A.O. Scott, en The New York Times, escribió: "No puedo decidir si esta película es tan espectacular e increíblemente tonta como para inducir estupidez en cualquiera que la mire, o tan brutalmente brillante que desarma toda razón. ¿Cuál es la diferencia?"
Varios críticos sintieron que las actuaciones de Shia LaBeouf y Rosie Huntington-Whiteley no fueron efectivas. Peter Travers, de Rolling Stone, le dio a la película cero estrellas, la misma calificación que le había dado a La venganza de los caídos, y dijo que la pareja de actores "no podría ser más aburrida". Tirdad Derakhshani, de The Philadelphia Inquirer, dijo que LaBeouf "interpreta a Witwicky como si tuviera un feroz caso de trastorno de déficit de atención. Después de dos películas, su inquietud ya no es linda". James Berardinelli, de ReelViews, escribió que LaBeouf "se ha hundido a mayores niveles de incompetencia aquí. Es difícil llamar a sus posturas y gritos “actuación”". Jason Solomons, de The Observer, escribió que "nos presentan a Rosie [Huntington-Whiteley] por primera vez a través de un primer plano de su trasero, pasando directo de la secuencia de apertura de la película y los títulos a las animadas nalgas y ropa interior de nuestra heroína", y que su elegante acento inglés "la vuelve prácticamente ininteligible al estar rodeada de acentos estadounidenses y masonería cayendo". La mayoría de las críticas hacia Rosie Huntington-Whiteley la compararon en una luz desfavorable con Megan Fox. Lou Lumenick, de New York Post, dijo que su "‘actuación’ hace que su despedida predecesora Megan Fox se vea como Meryl Streep en comparación". Baz Bamigboye, de Daily Mail, tituló a su reseña de la película ‘Regresa Megan Fox, todo está perdonado...’. Huntington-Whiteley fue luego nominada al Golden Raspberry a la peor actriz de reparto por su actuación, pero perdió ante David Spade por Jack and Jill.
| Reconozco que, para bien o para mal, Bay es el alma de una nueva máquina, el poeta del cine post-humano, el director ejecutivo del complejo de entretenimiento militar de Hollywood. —Richard Corliss, en su reseña de la película para la revista Time |

En una reseña más positiva, Steve Prokopy, de Ain't It Cool News, encontró a la película mejor que las otras dos. Jim Vejvoda, de IGN, le dio a la película una puntuación de siete sobre diez, también diciendo que era la mejor de la franquicia. E! Online calificó a la película con una B+, notando que: "Este es en verdad el fin de una trilogía, sus principales antagonistas deberían haber tenido un papel mayor". El sitio web Dainik Bhaskar también elogió a la película, dándole tres estrellas y media de cinco, citándola como una mejora desde la anterior película, y escribiendo que "les da a sus fans algo de lo que alegrarse". Las encuestas de CinemaScore informaron que el grado promedio que los cinéfilos le dieron a la película fue una A en una escala de la F a la A+.
Varias reseñas elogiaron los efectos especiales de la película y el uso agresivo del 3D. Después de previsualizar un corte parcial sin terminar de la película, Kofi Outlaw y Screen Rant declararon que Bay había creado la mejor experiencia 3D desde Avatar, de James Cameron. Neil Schneider y Meant to be Seen, un sitio web centrado en juegos y entretenimiento 3D estereoscópico, remarcó que "mientras ‘Transformers: el lado oscuro de la luna’ tenía los raspones de una historia realmente buena, esta película en 3D fue rodada con un guion 2D". Sobre el tema del 3D, Schneider dijo que "‘Transformers 3’ fue una mezcla de captura de cámara 3D estereoscópica nativa y conversión 2D/3D (como una herramienta 3D), y la mayoría muy bien hechos". Y agregó: "Como mínimo, ‘Transformers 3’ demuestra que las secuencias de corte rápido sí son posibles y prácticas en 3D estereoscópico. Más que eso, fue una experiencia cómoda y ayudó a ejemplificar un gran uso del 3D estereoscópico con personajes de acción en vivo y digitales. Dicho eso, pienso que aún podrían haberlo llevado mucho más lejos".
Charlie Jane Anders, de io9,creyó que algunos elementos de la película fueron autorreferencias deliberadas al propio sentido de subestimación de Michael Bay después de la reacción negativa hacia la segunda película: "Después de unas horas de ver a Shia ser insultado, ignorado y maltratado, el mensaje queda claro: Shia, como siempre, es un suplente de Michael Bay. Y Bay nos está mostrando justo lo que se sintió lidiar con el océano de Haterade —los comentarios sarcásticos, el premio Razzie, las malas reseñas— que ‘La venganza de los caídos’ desató". Procedió a decir que los frecuentes y a veces discordantes cambios de tono de la película fueron una firma intencional del estilo de cine propio de Michael Bay. "El tono es para máquinas con un solo propósito. La consistencia es para los Decepticons. Los ideales cambios de película de Michael Bay de película de acción a comedia adolescente a drama político suceden con la misma facilidad bien lubricada con la que sus autos se convierten en seres. Para el momento en que hayan terminado de ver ‘Transformers 3’, hablarán el idioma cinematográfico de Michael Bay".

### Taquilla

#### Internacional
Transformers: el lado oscuro de la luna recaudó US$352.390.543 en Estados Unidos y US$771.403.536 en otros territorios, para un total internacional de US$1.123.794.079. Mundialmente, es la novena película con mayor recaudación, la segunda con mayor recaudación de 2011, la más recaudadora de la serie Transformers, la segunda con mayor recaudación de Paramount (detrás de Titanic), la segunda tricuela con mayor recaudación (detrás de Iron Man 3), y la más recaudadora de Hasbro hasta 2013. También es la décima película en la historia del cine en obtener más de US$1000 millones, y la quinta película en lograr esa marca más rápido. Su fin de semana de estreno mundial, con una recaudación de US$382.4 millones, es el cuarto mayor de todos y el mayor para Paramount. Estableció un récord de fin de semana de estreno mundial IMAX con US$23.1 millones (primero superado por Harry Potter y las reliquias de la Muerte: parte 2). Alcanzó los US$400M (6 días), US$500M (9 días), US$600M (12 días) y US$700M (16 días) en tiempo récord, pero perdió todos los récords ante Harry Potter y las reliquias de la Muerte: parte 2.

#### Estados Unidos
La película se estrenó en 4088 cines, incluyendo un entonces récord total de 2789 locaciones en 3D. Hizo US$5.5 millones durante las funciones del jueves a las 9 p. m., US$8 millones durante funciones de trasnoche y US$37.7 millones en su día de estreno —miércoles, incluyendo las funciones del martes—. Este fue el sexto mejor miércoles de estreno. Sin embargo, todas estas cifras fueron menores que las de La venganza de los caídos. El jueves, recaudó US$21.5 millones, cayendo 43%, una mejora desde la decaída del miércoles al jueves de su predecesor. Recaudó US$33 millones el viernes, para un total de US$97.8 millones. Su cuota en 3D representó el 60% de su recaudación, lo que era atípico debido a la caída en asistencia al 3D en Estados Unidos. En su fin de semana de estreno de tres días (de viernes a domingo), recaudó US$97.9 millones. Logró el tercer mayor fin de semana de estreno de 2011, el cuarto mayor fin de semana de estreno de julio, el quinto mayor fin de semana de estreno para una película no estrenada un viernes y la tercera mayor recaudación de cinco días para una película estrenada un miércoles. Estableció récords por el fin de semana del Día de la Independencia de Estados Unidos de 3 días (US$97.9 millones) y 4 días (US$115.9 millones), superando el récord de Spider-Man 2 en ambos casos (US$88.2 millones y US$115.8 millones, respectivamente). Permaneció en el primer lugar en su segundo fin de semana, cayendo un 52% hasta US$47.1 millones. Cerrando el 13 de octubre de 2011 con US$352.4 millones, es la segunda película con mayor recaudación de 2011 y la segunda película con mayor recaudación en la franquicia.

#### Otros países
La película recaudó US$32.5 millones en su primer día, con un ritmo 38% mayor que su predecesora. Incluyendo algunos prestrenos tempranos del jueves, recaudó US$36.6 millones en un día y medio, y para el jueves su total en el extranjero alcanzó los US$66 millones. Para el final de su primer fin de semana, había obtenido US$219.8 millones, que permanece como el quinto mayor fin de semana de estreno de todos los tiempos en el extranjero, y el mayor para Paramount. Su estreno extranjero fue 57% mejor que el de La venganza de los caídos (US$139.6 millones). 70% de sus recaudaciones vinieron del 3D (una mayor cuota en 3D que el 66% de Pirates of the Caribbean: On Stranger Tides). Don Harris, el gerente general de la distribución para Paramount, comentó sobre los resultados de El lado oscuro de la luna: "Si no hubiéramos elegido debutar la película luego en Japón y China, probablemente habríamos tenido el récord de todos los tiempos" La película estuvo en la cima de la taquilla fuera de Estados Unidos por dos semanas seguidas.
En China, su mercado con mayor recaudación después de Estados Unidos, la película rompió récords por un primer día con US$15.9 millones, un solo día con US$17.4 millones (superado por Journey to the West: Conquering the Demons) y un primer fin de semana con US$46.8 millones (US$62.7 millones con preestrenos). Este último superó a Avatar (US$42 millones). El récord de fin de semana de estreno, incluyendo preestrenos, fue superado por Titanic 3D (US$74.2 millones). El lado oscuro de la luna finalizó su plazo con US$167.95 millones, siendo la película con mayor recaudación de 2011. Además de China, rompió el récord del primer día en Rusia y Corea del Sur; el récord de un solo día en Hong Kong; y el récord del primer fin de semana en Corea del Sur, Hong Kong, Malasia, Taiwán, Tailandia, Singapur, Emiratos Árabes Unidos, las Filipinas y Perú (los últimos tres récords superados por The Avengers). Siguiendo a China en recaudación total estuvieron Corea del Sur (US$69.1 millones) y Japón (US$54.2 millones).

## Premios y nominaciones
| Premio                                                       | Categoría                                                           | Receptor                       | Resultado | Ref.    |
| ------------------------------------------------------------ | ------------------------------------------------------------------- | ------------------------------ | --------- | ------- |
| Teen Choice Awards 2011                                      | Mejor película de verano                                            |                                | Nominada  | [ 157 ] |
| Teen Choice Awards 2011                                      | Mejor actor de cine de verano                                       | Shia LaBeouf                   | Nominado  | [ 157 ] |
| Teen Choice Awards 2011                                      | Mejor actriz de cine de verano                                      | Rosie Huntington-Whiteley      | Nominada  | [ 157 ] |
| Scream Awards 2011                                           | Mejor película de ciencia ficción                                   |                                | Nominada  | [ 158 ] |
| Scream Awards 2011                                           | Mejor cameo                                                         | Buzz Aldrin                    | Nominado  | [ 158 ] |
| Scream Awards 2011                                           | Escena impresionante del año                                        | Escape de edificio en derrumbe | Nominada  | [ 158 ] |
| Scream Awards 2011                                           | Mejor película 3D                                                   |                                | Ganadora  | [ 158 ] |
| Scream Awards 2011                                           | Mejor efectos especiales                                            |                                | Nominada  | [ 158 ] |
| People's Choice Awards 2012                                  |                                                                     |                                |           |         |
| Película favorita                                            |                                                                     | Nominada                       | [ 159 ]   |         |
| Película de acción favorita                                  |                                                                     | Nominada                       | [ 159 ]   |         |
| Mejor estrella de película de acción                         | Shia LaBeouf                                                        | Nominado                       | [ 159 ]   |         |
| Oklahoma Film Critics Circle Awards 2011                     | Película obviamente peor                                            |                                | Ganadora  | [ 160 ] |
| Premios de la Alianza de Mujeres Periodistas de Cine 2011    | Secuela o versión que no debería haberse hecho                      |                                | Nominada  | [ 161 ] |
| Premios Annie 2012                                           |                                                                     |                                |           |         |
| Efectos animados en una producción de acción en vivo         | Florent Andarra                                                     | Ganador                        |           |         |
| Premios Golden Reel 2012                                     | Música en un largometraje                                           |                                | Nominada  | [ 162 ] |
| Premios Golden Reel 2012                                     | Efectos de sonido y sala en un largometraje                         |                                | Nominada  | [ 162 ] |
| Premios del Sindicato de Actores 2011                        |                                                                     |                                |           |         |
| Desempeño destacado de un conjunto de dobles en una película |                                                                     | Nominada                       |           |         |
| Premios Óscar de 2011                                        |                                                                     |                                |           |         |
| Mejores efectos visuales                                     | Scott Farrar, Scott Benza, Matthew Butler y John Frazier            | Nominados                      | [ 163 ]   |         |
| Mejor sonido                                                 | Greg P. Russell, Gary Summers, Jeffrey J. Haboush y Peter J. Devlin | Nominados                      | [ 163 ]   |         |
| Mejor edición de sonido                                      | Ethan Van der Ryn y Erik Aadahl                                     | Nominados                      | [ 163 ]   |         |
| Premios Golden Raspberry de 2011                             |                                                                     |                                | [ 163 ]   |         |
| Peor película                                                |                                                                     | Nominada                       | [ 164 ]   |         |
| Peor director                                                | Michael Bay                                                         | Nominado                       | [ 164 ]   |         |
| Peor actor de reparto                                        | Patrick Dempsey                                                     | Nominado                       | [ 164 ]   |         |
| Peor actor de reparto                                        | Ken Jeong                                                           | Nominado                       | [ 164 ]   |         |
| Peor actriz de reparto                                       | Rosie Huntington-Whiteley                                           | Nominada                       | [ 164 ]   |         |
| Peor guion                                                   | Ehren Kruger                                                        | Nominado                       | [ 164 ]   |         |
| Peor pareja en pantalla                                      | Shia LaBeouf y Rosie Huntington-Whiteley                            | Nominados                      | [ 164 ]   |         |
| Peor conjunto en pantalla                                    |                                                                     | Nominada                       | [ 164 ]   |         |
| Premios Saturn de 2011                                       |                                                                     |                                | [ 164 ]   |         |
| Mejores efectos especiales                                   | Scott Benza, John Frazier, Matthew Butler, y Scott Farar            | Nominados                      | [ 165 ]   |         |
| Premios Empire 2012                                          |                                                                     |                                |           |         |
| El arte de 3D presentado por RealD                           |                                                                     | Nominada                       |           |         |

### Versión casera
Durante el Día del Inventor de Hasbro, se anunció que el DVD y el Blu-ray se lanzarían en el último cuarto de 2011. El lanzamiento doméstico de NTSC de la película fue el 30 de septiembre de 2011, con una versión Blu-ray 3D de la película prevista para lanzamiento en "los próximos meses". Sin embargo, el primer lanzamiento doméstico fue criticado por la falta de características especiales.
Una edición exclusiva de Walmart de la película también fue lanzada el 30 de septiembre de 2011. El DVD PAL y el Blu-ray de la película fueron lanzados el 28 de noviembre de 2011.
En Estados Unidos, vendió 716.218 unidades en DVD (equivalente a US$13.565.169) en su primera semana, liderando la tabla de ventas semanales de DVD. Hasta el 26 de febrero de 2012, había vendido 2.829.285 unidades en DVD (equivalentes a US$48.058.979). También lideró la tabla de Blu-ray en la misma semana y había vendido 2.381.657 unidades en Blu-ray (recaudandoo US$50.934.911) para el 2 de octubre de 2011. El lanzamiento en Blu-ray 3D de la película fue el 31 de enero de 2012.

## Secuelas
La cuarta película en la serie cinematográfica, La era de la extinción, se estrenó el 27 de junio de 2014. Una quinta película, con el título oficial de Transformers: el último caballero, fue estrenada el día 23 de junio del año 2017. Un spin-off, titulado Bumblebee, fue estrenado el 20 de diciembre de 2018.